# Karayolları Spor Kulübü
Il Karayolları Spor Kulübü è una società pallavolistica turca con sede ad Ankara: milita nel campionato turco di Voleybol 1. Ligi.

## Storia
Il Karayolları Spor Kulübü viene fondato nel 1991. Milita per quasi trent'anni nelle categorie minori del campionato turco e, dopo oltre dieci annate in serie cadetta, nel 2018 centra la promozione in Sultanlar Ligi, esordendovi nella stagione 2018-19: dopo quattro annate in massima divisione, retrocede in serie cadetta al termine del campionato 2021-22.